# Dyugun
Dyugun är ett utdött australiskt språk. Dyugun talades i norra delen av Western Australia och tillhörde den nyulnyulanska språkfamiljen.